# Espacio cuasi completo
En análisis funcional, se dice que un espacio vectorial topológico (EVT) es cuasi completo (también escrito en ocasiones cuasicompleto, cuasi-completo, o casi completo) o limitadamente completo, si todos sus subconjuntos cerrados y acotados también son completos.
Este concepto es de considerable importancia para los EVTs no metrizables.

## Propiedades
- Cada EVT cuasi completo es secuencialmente completo.[2]
- En un espacio localmente convexo cuasi completo, la clausura de la envolvente convexa de un subconjunto compacto vuelve a ser compacta.[3]
- En un EVT de Hausdorff cuasi completo, cada subconjunto precompacto es relativamente compacto.[2]
- Si X es un espacio vectorial normado e Y es un EVT localmente convexo cuasi completo, entonces el conjunto de todos los operadores compactos de X sobre Y es un subespacio vectorial cerrado de {\displaystyle L_{b}(X;Y)}.[4]
- Cada espacio infrabarrilado casi completo es barrilado.[5]
- Si X es un espacio localmente convexo casi completo, entonces cada subconjunto débilmente acotado del espacio dual continuo está fuertemente acotado.[5]
- Si un espacio nuclear es cuasi completo, entonces X cumple el teorema de Heine-Borel.[6]

## Ejemplos y condiciones suficientes
Cada EVT completo es cuasi completo.
El producto de cualquier colección de espacios cuasi completos es nuevamente cuasi completo.
El límite proyectivo de cualquier colección de espacios cuasi completos es nuevamente cuasi completo.
Cada espacio semirreflexivo es cuasi completo.
El cociente de un espacio cuasi completo por un subespacio vectorial cerrado puede no ser cuasi completo.

### Contraejemplos
Existe un espacio LB que no es cuasi completo.